# Landfrieden
O Landfrieden ou Landfriede (em latim: constitutio pacis, pax instituta ou pax jurata) foi, segundo a lei medieval, uma renúncia contratual por governantes, de territórios específicos, de uso (legítimo) de força militar em seus próprios domínios para fazer valer suas reivindicações legais. Isso afetava diretamente os direitos de contenda. O Landfrieden formava a base política para reivindicação de direitos sem o uso de privado de violência.

## Literatura
- Guido Komatsu: Landfriedensbünde im 16. Jahrhundert. Ein typologischer Vergleich. Dissertation, University of Göttingen, 2001 (Volltext).
- Elmar Wadle: Landfrieden, Strafe, Recht. Zwölf Studien zum Mittelalter (= Schriften zur europäischen Rechts- und Verfassungsgeschichte. Vol. 37). Duncker & Humblot, Berlin, 2001, ISBN 3-428-09912-5.